# 涟源市
涟源市，位于湖南省中部、湘江支流涟水的上游。沪昆铁路穿越市境。市人民政府駐藍田街道。区域总面积为1,895平方公里。

## 历史
原分属邵阳、安化、新化、湘乡地，1952年析上述四县置蓝田县。同年，因与陕西省蓝田县重名，而更名为涟源县，以地处涟水源头而得名。1961年析置出娄底市。1987年涟源撤县设市，目前隶属于地级娄底市。

## 人口
根据第七次人口普查数据，截至2020年11月1日零时，涟源市常住人口为862099人。

## 行政区划
涟源市下辖3个街道办事处、15个镇、2个乡：
蓝田街道、六亩塘街道、石马山街道、安平镇、湄江镇、伏口镇、桥头河镇、七星街镇、杨市镇、枫坪镇、斗笠山镇、白马镇、茅塘镇、荷塘镇、金石镇、龙塘镇、渡头塘镇、湖泉镇、三甲乡和古塘乡。

## 政治

### 现任领导
| 机构     | 涟源市人民政府 市长 | · 中国共产党 · 涟源市委员会 · 书记 | 涟源市人民代表大会 常务委员会 主任 | · 中国人民政治协商会议 · 涟源市委员会 · 主席 |
| -------- | ------------------- | ---------------------------------- | ---------------------------------- | -------------------------------------------- |
| 姓名     | 邓伟谋              | 段晓赛                             | 梁育清                             | 周惠军                                       |
| 民族     | 汉族                | 汉族                               | 汉族                               | 汉族                                         |
| 出生地   | 湖南省双峰县        | 湖南省耒阳市                       | 湖南省涟源市                       | 湖南省娄底市娄星区                           |
| 出生日期 | 1976年11月（48歲）  | 1975年12月（49歲）                 | 1967年11月（57歲）                 | 1971年3月（54歲）                            |
| 就任日期 | 2021年7月           | 2025年3月                          | 2021年                             | 2021年10月26日                               |

## 矿产
境内有色金属品种众多，煤炭、铁、锑矿储量较丰富，是湖南省重要的工矿业城市，有“有色金属之乡”的美誉。目前采矿、冶金工业实力较强，机械、建材等工业也颇具规模。

## 地理
涟源地处雪峰山脉东南麓，全市地形多为丘陵和山地，年平均气温16℃，降水量1328毫米。农业主产水稻、甘薯、柑橘、茶叶和猪、鸡、牛、羊畜养等。

## 交通
铁路：沪昆铁路
公路：
- 二广高速安邵段(在建)
- 娄新高速
- 207国道、 354国道
- 210省道
- 312省道
- 沪昆客运专线

## 名胜古迹
境内最高峰龙山岳坪峰上有建于唐朝的药王庙，是湖南省的重要古迹。另外还有七星寨、湄江等风景名胜。